# كوتشران
كوتشران (بالإنجليزية: Cochran, Georgia)‏ هي مدينة تقع في مقاطعة بليكلي، جورجيا بولاية جورجيا في الولايات المتحدة. تبلغ مساحة هذه المدينة 12.3 (كم²)، وترتفع عن سطح البحر 104 م، بلغ عدد سكانها 5150 نسمة في عام 2010 حسب إحصاء مكتب تعداد الولايات المتحدة.

## وصلات خارجية
- www.cityofcochran.com
- Cities & Counties - Georgia.gov